# Lygia Bojunga Nunes

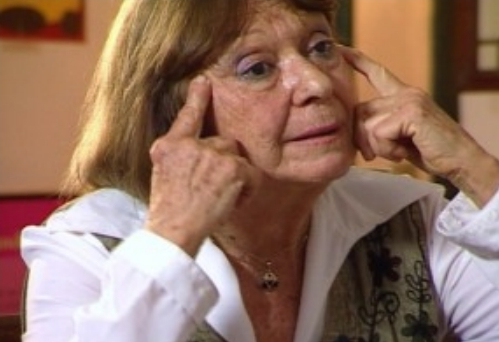
Lygia Bojunga Nunes

Lygia Bojunga Nunes (* 26. August 1932 in Pelotas) ist eine brasilianische Kinder- und Jugendbuchautorin.

## Leben
Im Alter von 8 Jahren übersiedelte sie nach Rio de Janeiro, mit 19 Jahren wurde sie Mitglied einer Tournee-Theatergruppe. Die Konfrontation mit dem Analphabetentum in ländlichen Gebieten veranlasste sie, eine Schule zu gründen, die sie fünf Jahre lang betreute. Nach einigen Jahren redaktioneller Arbeit in Rundfunk und Fernsehen debütierte sie 1972 mit ihrem ersten Kinderbuch.

## Auszeichnungen
- 1973: Prêmio Jabuti de Literatura
- 1982: Hans Christian Andersen-Preis
- 1986: Rattenfänger-Literaturpreis für Das Haus der Tante
- 2004: Astrid-Lindgren-Gedächtnis-Preis

## Werke
- Die Freunde („Os Colegas“, 1972). Ravensburger Buchverlag, Ravensburg 1994, ISBN 3-473-51886-7.
- Angelika („Angélica“, 1975). Ravensburger Buchverlag, Ravensburg 1994, ISBN 3-473-51908-1.
- Das Haus der Tante („A Casa da Madrinha“, 1978). Maier, Ravensburg 1993, ISBN 3-473-51845-X.
- Mein Freund, der Maler („O Meu Amigo Pintor“, 1987). 1993.
- Die gelbe Tasche („A Bolsa Amarela“, 1976) Maier, Ravensburg 1992, ISBN 3-473-51835-2.
- Maria auf dem Seil („Corda Bamba“, 1979). Maier, Ravensburg 1992, ISBN 3-473-51821-2.
- Wir drei („Nós Três“, 1987). Maier, Ravensburg 1988, ISBN 3-7915-1468-7.
- Tschau. 4 Erzählungen („Tchau“, 1984). Dressler Verlag, Hamburg 1986, ISBN 3-7915-1467-9.
- Das geblümte Sofa („O Sofá Estampado“, 1980). Dressler Verlag, Hamburg 1984, ISBN 3-7915-1463-6.